# Jana Festová
Jana Festová, roz. Militká (* 18. července 1976), je česká moderátorka, bývalá topmodelka a vítězka Miss Bikini International 1997. Dnes většinou moderuje regionální soutěže krásy a jiné menší akce.

## Soutěže Miss
V roce 1994 se zúčastnila české soutěže krásy Miss České republiky a probojovala se až do finále. Poté reprezentovala Českou republiku na mezinárodní soutěži krásy Miss Intercontinental 1996 v německém Trevíru, kde se ale neumístila. Poté nás ještě reprezentovala na mezinárodní soutěži krásy Top Model of the World 1996 v německém Koblenz, kde se však umístila na 2. místě. Nakonec nás reprezentovala na mezinárodní soutěži krásy Miss Bikini International 1997, kterou vyhrála. Podle jejich slov za její kariéru vděčí soutěži Miss. Díky soutěži mohla jezdit po světě a vyhrávat tituly.